# Scorpions World Tour 2002
Scorpions World Tour 2002 és la dissetena gira de concerts a nivell mundial de la banda alemanya de hard rock i Heavy Metal Scorpions. Va començar el 7 de març de 2002 en el recinte Grand Lido Braco de Badia Montego a Jamaica i va culminar el 9 de novembre del mateix any en el Torwar Hall de Varsòvia a Polònia. Gràcies a aquest tour, la banda va tocar per primera vegada a Jamaica i a les ciutats de l'extrem oest de Rússia.

## Antecedents
La gira va començar el 7 de març de 2002 a Jamaica com a part d'una festa privada, que es va convertir en la seva primera visita a aquest país. Després entre març i abril van donar sis concerts per Portugal, Espanya i Rússia amb un xou meitat acústic i meitat elèctric, similar al que ja havien fet en Acoustica Tour l'any anterior. El 31 de maig a Las Vegas (Nevada) van iniciar la seva primera visita pels Estats Units al costat de Deep Purple i Dio, que va comptar amb vint-i-sis dates. En aquestes presentacions Dio estava encarregat d'obrir els concerts, mentre que Scorpions i Deep Purple eren els que tancaven, alguns dies a càrrec dels alemanys i unes altres dels britànics.
Durant els primers dies de juliol van donar dos concerts a Luxemburg i dos més a Alemanya. Mentre que el 10 de juliol van començar la segona visita pels Estats Units al costat de Deep Purple i Dio, que va culminar el 4 d'agost a Los Angeles (Califòrnia). El 2 d'octubre a la ciutat russa de Ekaterimburg van iniciar una sèrie de concerts per diverses ciutats de la vall del Volga, la que es va sobrenomenar com The Living Tour i que els va permetre tocar fins i tot a les ciutats de l'extrem oest de Rússia. Després d'algunes actuacions per Ucraïna, Belarús, Lituània i Letònia, la gira va acabar el 9 de novembre de 2002 a Varsòvia.

## Llistat de cançons
Al llarg de la gira la banda va tocar tres llistats diferents, d'acord amb el lloc en què es presentaven. Durant la primera part per Europa van tocar un llistat meitat elèctric i meitat acústic que va incloure les cançons «Is There Anybody There?», «Always Somewhere», «You and I», «Holiday», «When Love Kills Love», «Send me an Angel», «Rhythm of Love» i la versió de Kansas «Dust in the Wind». Mentre que pel seu pas pels Estats Units al costat de Deep Purple i Dio, tocaven una mitjana de quinze temes que va incloure el solo de guitarra de Matthias Jabs i el de bateria de James Kottak, denominats «Six String Sting» i «Kottak Attack» respectivament. Per la seva banda i durant l'anomenada The Living Tour, van ampliar el llistat a prop de vint cançons de mitjana.

## Dates
| Data                | País                   | Ciutat              | Recinte/Festival                    |
| Jamaica             | Jamaica                | Jamaica             | Jamaica                             |
| ------------------- | ---------------------- | ------------------- | ----------------------------------- |
| 7 de març           | Jamaica                | Badia Montego       | Grand Lido Braco                    |
| Europa              |                        |                     |                                     |
| 16 de març          | Portugal               | Lisboa              | Pavilhão Atlântico                  |
| 18 de març          | Portugal               | Porto               | Coliseu do Porto                    |
| 19 de març          | Espanya                | Vigo                | Pavelló dónes Travesas              |
| 20 d'abril          | Rússia                 | Sant Petersburg     | Ledovy Dvorest                      |
| 22 d'abril          | Rússia                 | Moscou              | Gran Palau del Kremlin              |
| 23 d'abril          | Rússia                 | Moscou              | Gran Palau del Kremlin              |
| Amèrica del Nord    |                        |                     |                                     |
| 31 de maig          | Estats Units d'Amèrica | Las Vegas           | Alladin Theater                     |
| 1 de juny           | Estats Units d'Amèrica | Phoenix             | Cricket Pavilion                    |
| 2 de juny           | Estats Units d'Amèrica | Albuquerque         | Journal Pavilion                    |
| 4 de juny           | Estats Units d'Amèrica | Tucson              | AVA Amphitheater                    |
| 5 de juny           | Estats Units d'Amèrica | El Pas              | Don Haskins Center                  |
| 7 de juny           | Estats Units d'Amèrica | Sant Antonio        | Verizon Wireless Amphitheater       |
| 8 de juny           | Estats Units d'Amèrica | Houston             | The Woodlands Pavilion              |
| 9 de juny           | Estats Units d'Amèrica | Dallas              | Smirnoff Music Centre               |
| 11 de juny          | Estats Units d'Amèrica | Indianápolis        | Verizon Wireless Music Center       |
| 12 de juny          | Estats Units d'Amèrica | Cincinnati          | Riverbend Music Center              |
| 13 de juny          | Estats Units d'Amèrica | Detroit             | DTE Energy Music Theatre            |
| 15 de juny          | Estats Units d'Amèrica | Pittsburgh          | Post Gazette Pavilion               |
| 16 de juny          | Estats Units d'Amèrica | Columbus            | Polaris Amphitheater                |
| 18 de juny          | Estats Units d'Amèrica | Nashville           | AmSouth Amphitheater                |
| 19 de juny          | Estats Units d'Amèrica | Atlanta             | Lakewood Amphitheater               |
| 21 de juny          | Estats Units d'Amèrica | Charlotte           | Verizon Wireless Amphitheatre       |
| 22 de juny          | Estats Units d'Amèrica | Virginia Beach      | Verizon Wireless Amphitheatre       |
| 23 de juny          | Estats Units d'Amèrica | Wantagh             | Jones Beach Amphitheater            |
| 25 de juny          | Estats Units d'Amèrica | Columbia            | Merriweather Post Pavilion          |
| 26 de juny          | Estats Units d'Amèrica | Boston              | Tweeter Center                      |
| 28 de juny          | Estats Units d'Amèrica | Gilford             | Meadowbrook Farm Theater            |
| 29 de juny          | Estats Units d'Amèrica | Binghamton          | Summerstage                         |
| 30 de juny          | Estats Units d'Amèrica | Holmdel             | PNC Bank Arts Center                |
| Europa II           |                        |                     |                                     |
| 3 de juliol         | Alemanya               | Stuttgart           | Pavelló Hanns Martin Schleyer       |
| 5 de juliol         | Luxemburg              | Ciutat de Luxemburg | Centre National Sportif et Culturel |
| 6 de juliol         | Luxemburg              | Ciutat de Luxemburg | Plaça de Guillem II                 |
| 8 de juliol         | Alemanya               | Berlín              | Gendarmenmarkt                      |
| Amèrica del Nord II |                        |                     |                                     |
| 10 de juliol        | Estats Units d'Amèrica | Cleveland           | Tower City Amphitheater             |
| 12 de juliol        | Estats Units d'Amèrica | Chicago             | Tweeter Center                      |
| 13 de juliol        | Estats Units d'Amèrica | Walker              | Moondance Jam                       |
| 14 de juliol        | Estats Units d'Amèrica | Milwaukee           | Marcus Amphitheater                 |
| 16 de juliol        | Estats Units d'Amèrica | Moline              | MARK of the Quad Cities             |
| 18 de juliol        | Estats Units d'Amèrica | Cadott              | Cadott Rock Fest                    |
| 19 de juliol        | Estats Units d'Amèrica | Kansas City         | Sandstone Amphitheater              |
| 20 de juliol        | Estats Units d'Amèrica | Saint Louis         | UMB Bank Pavilion                   |
| 22 de juliol        | Estats Units d'Amèrica | Colorado Springs    | World Arena                         |
| 23 de juliol        | Estats Units d'Amèrica | Denver              | Sandstone Amphitheater              |
| 25 de juliol        | Estats Units d'Amèrica | Salt Lake City      | I Center                            |
| 26 de juliol        | Estats Units d'Amèrica | Boise               | Idaho Center                        |
| 28 de juliol        | Estats Units d'Amèrica | Concord             | Chronicle Pavilion                  |
| 30 de juliol        | Estats Units d'Amèrica | Reno                | Grand Sierra Resort                 |
| 31 de juliol        | Estats Units d'Amèrica | Kelseyville         | Konocti Harbor Resort               |
| 2 d'agost           | Estats Units d'Amèrica | Sant Diego          | Coors Amphitheater                  |
| 4 d'agost           | Estats Units d'Amèrica | Los Angeles         | Greek Theatre                       |
| Europa III          |                        |                     |                                     |
| 6 de setembre       | Romania                | Brașov              | Cerbul de Aur                       |
| 2 d'octubre         | Rússia                 | Ekaterimburg        | Sports Palace                       |
| 4 d'octubre         | Rússia                 | Irkutsk             | Dvoretz Sporta Trud                 |
| 6 d'octubre         | Rússia                 | Vladivostok         | Fesco Hall                          |
| 8 d'octubre         | Rússia                 | Krasnoyarsk         | Yarygin Arena                       |
| 10 d'octubre        | Rússia                 | Novosibirsk         | Dvoretz Sporta Sibir                |
| 11 d'octubre        | Rússia                 | Tomsk               | Dvoretz Sporta                      |
| 13 d'octubre        | Rússia                 | Omsk                | Arena Omsk                          |
| 15 d'octubre        | Rússia                 | Ufà                 | Ufa Arena                           |
| 16 d'octubre        | Rússia                 | Yaroslavl           | Arena 2000                          |
| 17 d'octubre        | Rússia                 | Perm                | DK Molot                            |
| 19 d'octubre        | Rússia                 | Náberezhnye Chelny  | City Hall                           |
| 21 d'octubre        | Rússia                 | Nizhni Nóvgorod     | Dvoretz Sporta                      |
| 23 d'octubre        | Rússia                 | Samara              | MTL Arena                           |
| 25 d'octubre        | Rússia                 | Volgograd           | Dvoretz Sporta                      |
| 27 d'octubre        | Rússia                 | Rostov del Don      | Dvoretz Sporta                      |
| 29 d'octubre        | Ucraïna                | Khàrkiv             | Dvoretz Sporta                      |
| 30 d'octubre        | Ucraïna                | Dnipropetrovsk      | desconegut                          |
| 31 d'octubre        | Ucraïna                | Odesa               | Sports Palace                       |
| 5 de novembre       | Belarús                | Minsk               | Minsk Sports Palace                 |
| 7 de novembre       | Lituània               | Vílnius             | desconegut                          |
| 8 de novembre       | Letònia                | Riga                | desconegut                          |
| 9 de novembre       | Polònia                | Varsòvia            | Torwar Hall                         |

## Músics
- Klaus Meine: veu
- Rudolf Schenker: guitarra rítmica
- Matthias Jabs: guitarra capdavantera i talk box
- Ralph Rieckermann: baix
- James Kottak: bateria